# Gleb Pawlowitsch Jakunin

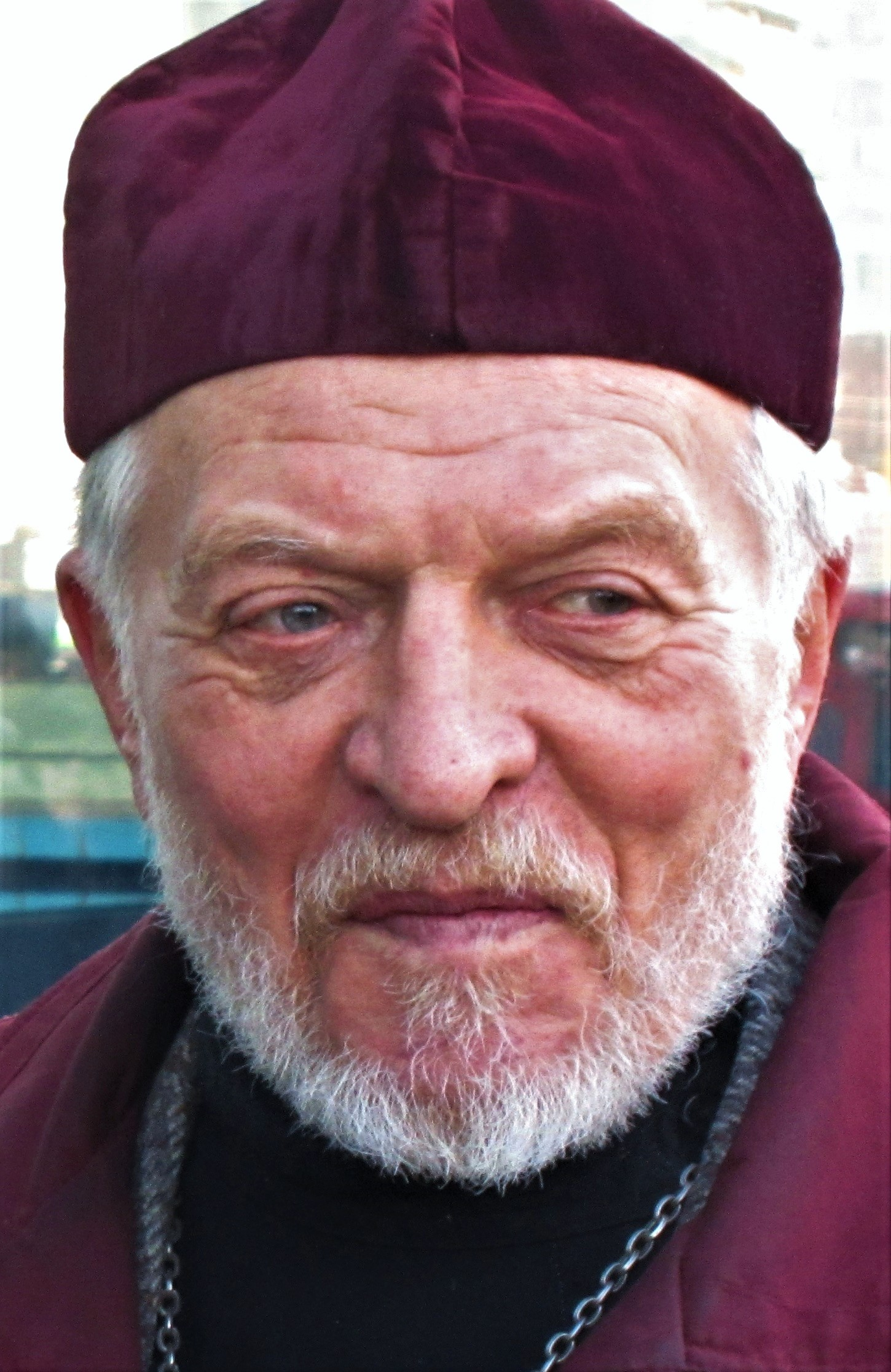
Gleb Jakunin (2012)

Gleb Pawlowitsch Jakunin (russisch Глеб Павлович Якунин; * 4. März 1934 in Moskau; † 25. Dezember 2014 ebenda)  war ein russisch-orthodoxer Priester. Der radikaldemokratische Dissident setzte sich für Glaubensfreiheit in der Sowjetunion ein. Von 1990 bis 1999 war er Mitglied des russischen Parlaments.

## Leben
Der Sohn eines Musikers schloss zunächst ein Biologiestudium am Landwirtschaftlichen Institut in Irkutsk ab. Ende der 1950er Jahre wandte er sich dem Christentum zu. 1958 bis 1959 studierte er am Theologischen Seminar der Russisch-Orthodoxen Kirche in Moskau. Im August 1962 wurde er zum Priester geweiht. 1963 wurde er zum Priester der Stadt Dimitrow bei Moskau ernannt.
1965 schrieb er gemeinsam mit dem Priester Nikolai Eschliman einen offenen Brief an den Patriarchen der Russisch-Orthodoxen Kirche Alexius I., in dem er der Leitung des Moskauer Patriarchats vorwarf, die Interessen der Kirche zu verraten und mit der Staatsmacht bei der Verfolgung der Kirche zusammenzuarbeiten. Die Schrift wurde zugleich im Samisdat veröffentlicht. Im Mai 1966 wurde ihm die Ausübung des Priesteramtes untersagt, bis er Reue geleistet hätte.
1976 gründete er das Christliche Komitee zum Schutz der Gläubigen in der UdSSR. Er veröffentlichte mehrere hundert Schriften, die die massenhafte Unterdrückung der religiösen Freiheit in der Sowjetunion dokumentierten und setzte sich für religiöse Dissidenten aller Glaubensrichtungen ein, darunter auch für litauische Katholiken.

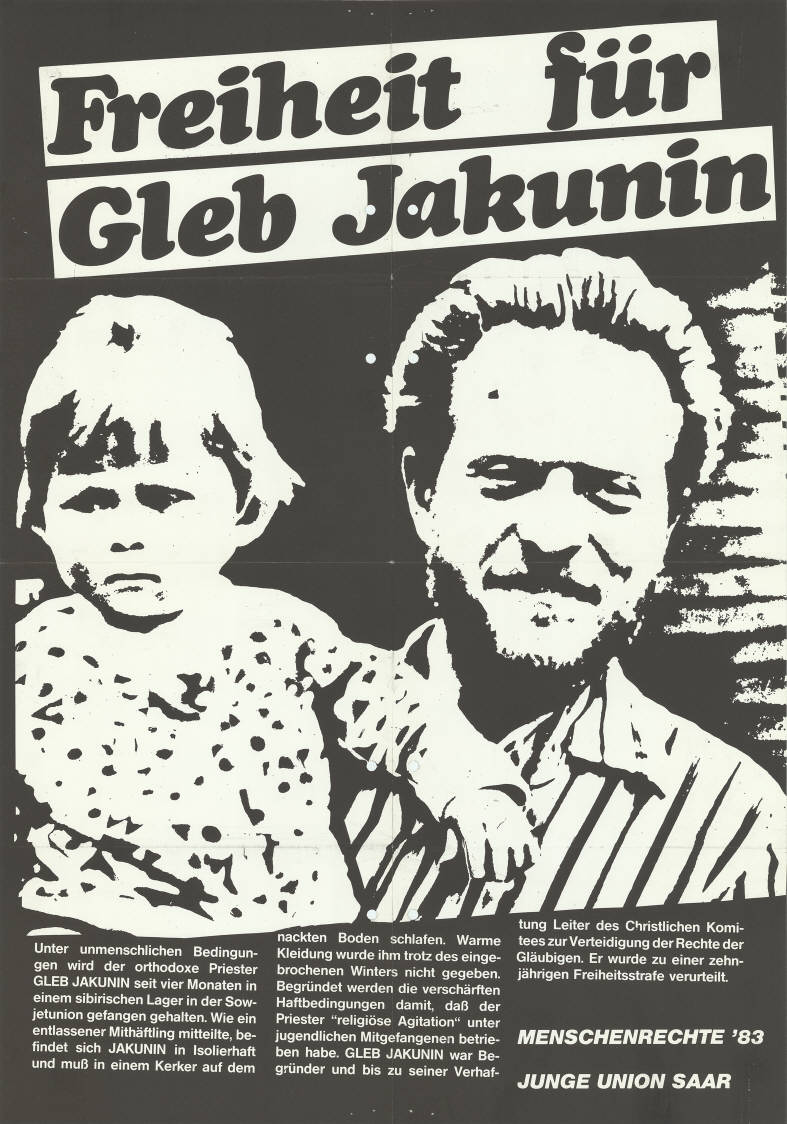

Am 1. November 1979 wurde Jakunin verhaftet und am 28. August 1980 nach Paragraph 70, Abs. 1 wegen „antisowjetischer Agitation und Propaganda“ verurteilt. Bis 1985 saß er in Strafhaft, zunächst im Lefortowo-Gefängnis, dann im Arbeitslager Perm 37. Nach seiner Entlassung wurde er nach Jakutien verbannt. Dort musste er bei −50 Grad Celsius im Winter in einer selbstgebauten Hütte leben. Unter Michail Gorbatschow wurde er im März 1987 amnestiert. Er durfte nach Moskau zurückkehren und arbeitete bis 1992 wieder als Priester. Im Oktober 1991 wurde er auf Anordnung des Obersten Sowjets der Russischen Föderation rehabilitiert.
1990 wurde er Abgeordneter des Obersten Sowjets der Russischen Föderation und stellvertretender Vorsitzender des parlamentarischen Ausschusses für die Gewissensfreiheit. Er war Mitverfasser des Gesetzes über die Freiheit der Konfessionen und setzte sich für die Eröffnung von Kirchen und Klöstern ein. Von 1991 bis 1992 war er Mitglied im Untersuchungsausschuss zur Untersuchung des anti-demokratischen Putsches im August 1991.
Im März 1992 veröffentlichte er Archivmaterialien, die eine Zusammenarbeit des KGB und der Führung des Moskauer Patriarchats belegten. Die Presse fand bald die Klarnamen der KGB-Agenten in der orthodoxen Kirche heraus: Es handelte sich um den Patriarchen Alexei II. und die Metropoliten Filaret von Kiew sowie Pitrim von Wolokolamsk. Die Kirche revanchierte sich 1993 mit der Anathematisierung Jakunins. Er trat der Ukrainischen Autonomen Orthodoxen Kirche bei.
1993 wurde er für das radikaldemokratische Bündnis Wahl Russlands und 1996 für die Partei Demokratisches Russland (DR) erneut Parlamentsabgeordneter. Er deckte die Verwicklung der russisch-orthodoxen Kirche in den Tabakschmuggel auf, mit der sie den Staat um Abgaben in Milliardenhöhe betrog. 1995 gründete er das Gesellschaftliche Komitee zum Schutz der Gewissensfreiheit.
Im September 2000 gründete er gemeinsam mit den Metropoliten Stefan Linnizki und Kiriak Temerzidi die Orthodoxe Kirche der Wiedergeburt. Ziel der Kirche ist eine Reform der Russisch-Orthodoxen Kirche. Sie soll von Bürokratie und leeren Ritualen befreit werden. Jakunin war dort Sekretär der Bischofssynode und Oberpriester für Moskau.
Jakunin war mit Iraida Jakunina verheiratet und wurde Vater dreier Kinder: Maria, Alexander und Anna.
Jakunin starb im Dezember 2014 in Moskau.

## Schriften
- Gleb Jakunin, Lev Regelson: Christen unter kommunistischer Herrschaft rufen, wie antworten wir?: Appell an d. 5. Vollversammlung d. Ökumenischen Rates d. Kirchen. Glaube in der 2. Welt, Küsnacht 1978
- Gleb Yakunin, Lev Regelson: Letters from Moscow: Religion and human rights in the USSR. Keston College, Keston/San Francisco 1978
- Gleb Yakunin: O sovremennom polozhenii Russkoi Pravoslavnoi Tserkvi i perspektivakh religioznogo vozrozhdeniya Rossii: Doklad Khristianskomu Komitetu zashchitu prav veruyushchikh v SSSR. Posev, Frankfurt am Main 1979
- Sergei Pushkarev, Vladimir Rusak, Gleb Yakunin: Christianity and government in Russia and the Soviet Union: Reflections on the millennium. Westview Press, Boulder/London 1989, ISBN 0-8133-7524-X